# 1769 az irodalomban
Az 1769. év az irodalomban.

## Megjelent új művek

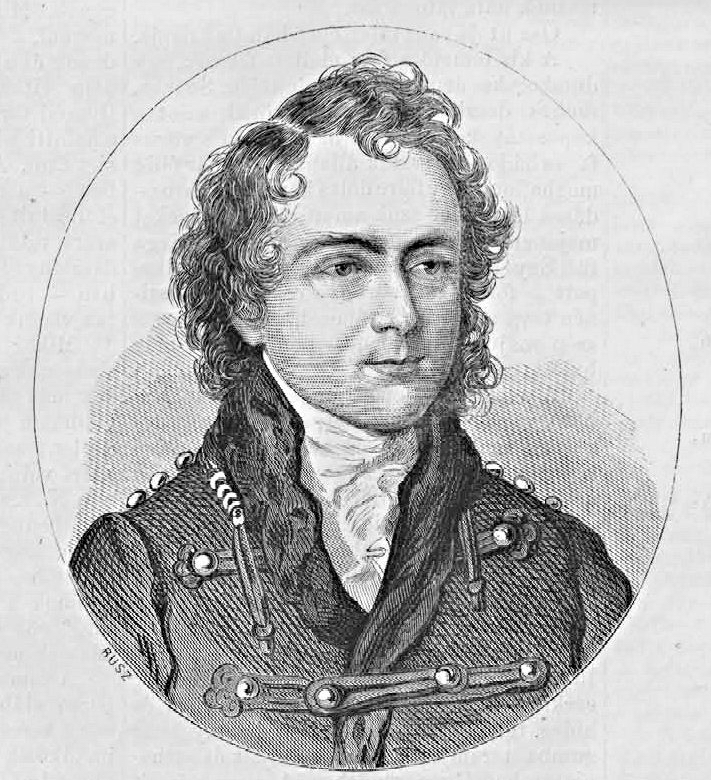
Kármán József

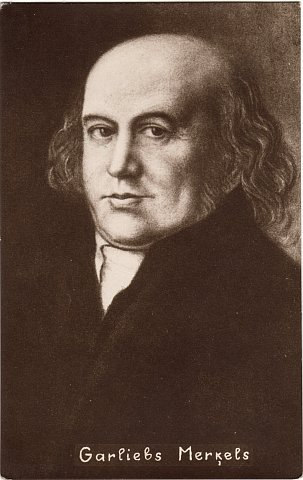
Garlībs Helvigs Merķelis

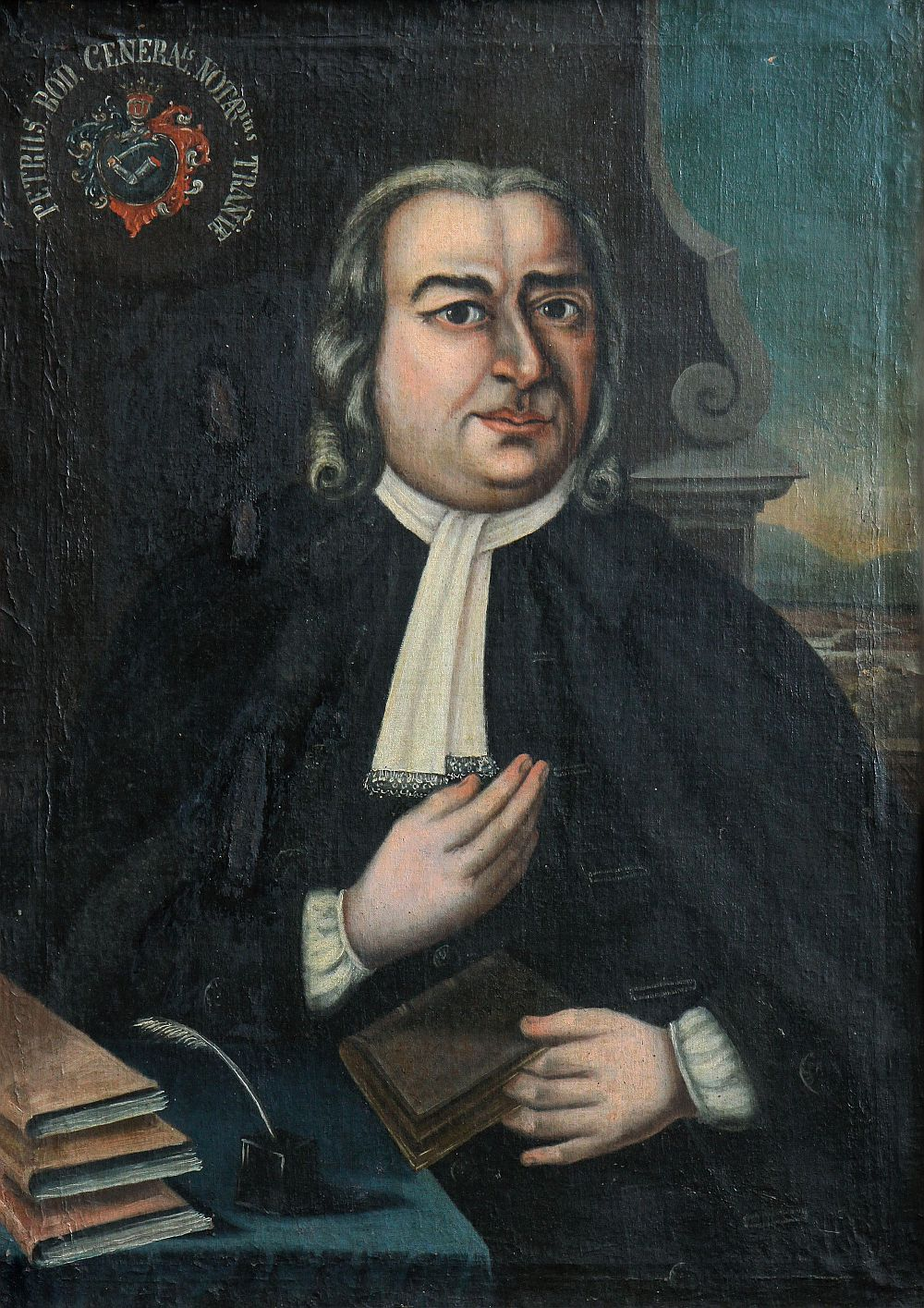
Bod Péter

- Oliver Goldsmith szatírája: The History and Adventures of an Atom (Egy parány kalandjai).
- Denis Diderot filozófiai értekezése: Le rêve de D'Alembert (D’Alembert álma).

## Születések
- február 13. – Ivan Andrejevics Krilov, főként verses állatmeséiről nevezetes orosz költő, író († 1844)
- március 14. – Kármán József magyar író, ügyvéd († 1795)
- március 21. – Dayka Gábor magyar költő, pap, tanár († 1796)
- szeptember 9. – Ivan Petrovics Kotljarevszkij ukrán költő, író; a modern ukrán irodalom megalapítójaként ismert († 1838)
- november 1. – Garlieb Helwig Merkel német nyelven író, balti német családból származó író, újságíró; őt tekintik a lett és részben az észt irodalom megteremtőjének († 1850)
- december 26. – Ernst Moritz Arndt, német szerző, korának egyik legismertebb költője († 1860)

## Halálozások
- március 2. – Bod Péter református lelkész, irodalomtörténész, egyháztörténész, író; „a késő barokk évtizedek legnagyobb magyar tudósa”[1] (* 1712)
- december 13. – Christian Fürchtegott Gellert német költő, író, pedagógus (* 1715)